# Midkemia
Der Planet Midkemia ist eine fiktive Welt, bekannt aus einer Fantasy-Romanserie des amerikanischen Schriftstellers Raymond Feist.

## Literarische Entstehungsgeschichte
Die Welt Midkemia wurde dabei als Variation des Dungeons-and-Dragons-Rollenspiels von den sogenannten „Thursday Nighters“, einer Studentengruppe der Universität von San Diego, ab dem Jahre 1975 entworfen. 1977 folgte die Gründung der Midkemia-Press, die Produkte zur Rollenspielwelt Midkemia entwarf und veröffentlichte. Raymond Feist spielte drei Jahre lang in der Studentengruppe, bevor er erste (nicht veröffentlichte) Geschichten schrieb, die in der Welt handelten. Danach verwendete der Autor die Welt Midkemia als Grundlage für eine Romanidee, die er schließlich im Jahr 1979 in seinem Debütroman Magician verwirklichte. Durch den schnellen Erfolg der Bücher wird der Name Midkemia heute fast nur noch mit Feist verbunden, auch wenn dieser in zahlreichen Vorworten seiner Bücher auf die „wahren“ Erfinder der Welt Midkemia hinweist und sich bei diesen für ihre Unterstützung bei der Ausgestaltung seiner Werke bedankt. Bis auf die Nebencharaktere Praji und Vaja aus dem sechsten Band (kreiert von Feists Freund Richard Spahl) basierte keine der Figuren aus der ersten Romanserie (Midkemia-Saga) auf den Spieler-Charakteren aus Feists Studentenzeit.
Auch die Computer-Rollenspiele Betrayal at Krondor (1993) und Rückkehr nach Krondor (1998) spielen in der Welt Midkemia.
Die detailliert ausgearbeiteten Kulturen in Feists Romanen wurden oft anhand historischer Kulturen entworfen: Queg basiert auf Rom; die Vielvölkernation Kesh auf Arabien und den Massai; Tsuranuanni auf Japan und China. Novindus trägt Züge von Indien und Australien; Rodez und Roldem von Spanien; Finstermoor von Deutschland, Krondor von London, Bas-Tyra von Frankreich. Trotz dieser Ähnlichkeiten gibt es aber auch jeweils eigenständige Elemente.
Bei Elben und Zwergen gibt es deutlich erkennbare Anleihen zu J.R.R. Tolkien, gerade auch in den Eigennamen der Elben, welche auf Sindarin beruhen.

## Überblick
Der Planet hat drei Kontinente, Triagia, Novindus und Winet. Die ersten fünf Bände der im Deutschen Midkemia-Saga genannten Reihe (engl. Riftwar Saga) spielen nur auf Triagia und teilweise auf einem weiteren Planeten, Kelewan. Beide Welten sind durch einen magischen Spalt verbunden.
Novindus wird erst im sechsten Teil der Midkemia-Saga relevant und wird in der folgenden Schlangenkrieg-Saga (engl. Serpentwar-Saga) weiter behandelt.
Ursprünglich in Midkemia beheimatet sind nur die Valheru (Drachenherrscher) und die Drachen. In den Chaoskriegen lehnten sich die Valheru gegen die neuen Götter auf und wurden besiegt. Geführt von Draken-Korin hatten sie sich vorher an den von ihm geschaffenen Stein des Lebens gebunden – die Valheru versprachen sich davon eine Art Energie, die sie von allen Lebewesen auf Midkemia erhalten würden, welche dadurch allerdings sterben würden. Der Stein des Lebens wirkte aber nicht wie beabsichtigt, und die an den Stein gebundenen Valheru wurden in eine andere Dimension/Ebene verbannt. Zuvor hatten sich die Valheru ihre Sklaven selbst geschaffen – die Elben. Draken-Korin schuf noch die Tigermenschen, Alma-Lodaka die Schlangenmenschen (die Panthatianer) und Ashen-Shugar hatte seine Adler. In den Chaoskriegen entstanden Spalten in Zeit und Raum und Völker wanderten bzw. flohen auf andere Welten. Nach Midkemia kamen Menschen, Zwerge, Goblins und Riesen. Die Elben zerstritten sich und ihr Volk spaltete sich auf in die Eledhel, Moredhel, Glamredhel, Eldar und Ocedhel.

## Geographie
Was die klimatischen Bedingungen, die Flora und die Fauna betrifft ist Midkemia der Erde ziemlich ähnlich. Bekannt sind drei Kontinente: Novindus, Triagia und Winet. Die Kontinente werden durch zwei Weltmeere getrennt. Die Endlose See liegt westlich Triagias und östlich von Novindus, wo sie jedoch als das Blaue Meer bezeichnet wird. Das Meer der Tränen, in Novindus das Grüne Meer genannt, liegt im Osten von Triagia, südlich von Winet und im Westen von Novindus.

### Triagia
Triagia ist der größte Kontinent auf Midkemia, welcher zum überwiegenden Teil von Menschen bewohnt und beherrscht wird, wobei im Norden noch Elben und Zwerge beheimatet sind. Es gibt zwei größere Meere, im Westen das Bittere Meer und im Osten die See des Königreiches. Diese beiden Meere teilen die Landmasse bis auf eine kleine Verbindung im Zentrum des Kontinentes praktisch in zwei Teile. Im äußersten Norden verläuft die Gebirgskette Zähne der Welt, südlich dieses Gebirges bis zu den Meeren herrscht größtenteils Kaltgemäßigtes Klima mit mehreren größeren Wäldern. Im Süden Triagias herrscht subtropisches bis tropisches Klima, die größte Wüste ist die Jal-Pur. Die beiden wichtigsten Nationen stellen das Königreich der Inseln und das Kaiserreich Kesh dar. An dritter Stelle kommt das Königreich Roldem das in der See des Königreiches liegt und als Gegenstück zu Roldem gibt es im Bitteren Meer die Nation Queg. Des Weiteren sind auf Triagia mehrere kleine Königreiche vertreten die als östliche Königreiche bekannt sind und sich im Nordosten Triagias befinden. Entgegengesetzt der östlichen Königreiche, gibt es im Nordwesten Triagias die Freien Städte von Natal.

### Novindus
Novindus wird als zweitgrößte Landmasse des Planeten von der Endlosen See und dem Meer der Tränen umschlossen. Dem Kontinent ist im Westen die Inselkette Pa’jkamaka vorgelagert. Durch das Samanugebirge und das Gebirge am Meer im Westen und dem Ratn’gary Gebirge im Osten wird Novindus geographisch in drei Zonen unterteilt, die Westlande, die Flusslande und die Ostlande. Während die Ostlande eine Wüstenregion ist (Heißen Lande) und die Westlande ziemlich abgelegen liegt, fungiert die Flusslande im Zentrum des Kontinents als bevölkerungsdichteste Region. Auf Novindus gibt es keine Größeren Nationen, sondern viele kleinere Stadtstaaten, vergleichbar mit Griechenland in der Antike. Im Ratn’gary Gebirge befindet sich die Heimstatt der Götter (Der Pavillon der Götter) und der Eingang zum Totenreich (die Necropolis oder auch Stadt der toten Götter).

### Winet
Winet ist der kleinste Kontinent Midkemias, über den in den Büchern nur sehr wenig berichtet wird. Aufgrund von tektonischen Verschiebungen bildete sich auf Winet ein Plateau, Ethel-Duath genannt, welches sich rund 200 Meter über das Niveau des restlichen Kontinentes erhoben hat. Das tiefer gelegene Niveau wird von Menschen bewohnt, die aufgrund eines Religionskrieges von Triagia flüchten mussten. Das Plateau wird seit Ende des Schlangenkrieges von Saaur, nomadischen und reptilienähnlichen 3 Meter großen Echsen, bevölkert.

## Reiche / Mächte auf Midkemia

### Triagia

#### Das Königreich der Inseln
Ausgehend von Rillanon, einer Insel in der östlich gelegenen „See des Königreiches“ hat dieses Königreich fast den gesamten nördlichen Teil des Kontinents Triagia im Griff, bis hin zur Endlosen See im Westen, den Zähnen der Welt im Norden und der Bitteren See / der Grenze zu Groß-Kesh im Süden. Regiert wird das Reich seit seiner Gründung von der Familie conDoin.
Das Reich ist in zwei Hälften geteilt: zum einen das westliche Reich, welches der Thronfolger von Krondor aus regiert, und das östliche Reich, das vom König des gesamten Reiches in Rillanon regiert wird.

Unterteilt ist das Königreich in Herzogtümer:

Im Westen: Crydee, Yabon, Krondor, zeitweise Stardock, Die südlichen Marken

Im Osten: Rillanon, Salador, Bas-Tyra, Romney, Rodez, Ran, ...

Im Königreich endet das Jahr am Mittsommertag, dem sogenannten Banapis. Auch alle Geburtstage werden an diesem Tag gefeiert und neue Lehrlinge werden in die Gilden und Zünfte berufen. Banapis ist der höchste und anscheinend einzige Feiertag im Königreich.
Das Königreich der Inseln ist ein feudal geprägter Staat, der trotz seiner immensen Ausdehnung von einer einzigen Nation bevölkert wird. Zwar gibt es Unterschiede vom eher rauen Leben im Westen und dem Hof im östlichen Rillanon, doch eine geschickte Lehenspolitik führte nie zu Unabhängigkeitsbestrebungen von Teilen des Königreichs.

#### Groß-Kesh
Im mittleren Teil von Triagia liegt das gewaltige Kaiserreich von Groß-Kesh, das im Norden an die Bittere See, das Königreich der Inseln und die See des Königreiches angrenzt. Hauptstadt ist Kesh am Overnsee. Kesh ist ein Vielvölkerstaat, der nur durch die Machtpolitik der jeweiligen Kaiser und Kaiserinnen zusammengehalten wird. Der Adel von Kesh lebt auf dem Plateau oberhalb der Stadt Kesh, Angehörige lassen sich daran erkennen, dass sie oberhalb der Taille keine Kleidung mehr tragen.
In Kesh feiern die Menschen genau an dem Tag Geburtstag, an dem sie auch wirklich geboren sind, was sie vom Rest Midkemias abhebt.

#### Die keshianische Konföderation
Die Keshianische Konföderation liegt noch weiter südlich als Groß-Kesh und besteht aus einzelnen Nationen, die sich zusammengeschlossen haben, um der Eroberung durch Groß-Kesh zu entgehen.

#### Die freien Städte
An der Nordküste des Bitteren Meeres liegen die freien Städte: Natal, Natalhaven, Walinor, Hush, Margrave's Hafen, Bordon und Lan. Ursprünglich waren diese Städte Teil einer keshianischen Provinz (Keshian Bosania). Während eines Krieges zwischen dem Kaiserreich von Groß-Kesh und der keshianischen Konföderation musste Kesh seine Truppen in den Süden verlagern und diese Provinz wurden unabhängig. Ein Eroberungsversuch des Königreichs der Inseln scheiterte.

#### Die Nordlande
Nördlich des Königreiches, jenseits von Bergenstein und Nordwacht, liegen die eisigen Nordlande, welche hauptsächlich von den Moredhel (Dunkelelben) bewohnt werden. Diverse Ländereien werden auch namentlich erwähnt, die von Moredhel-Anführern beherrscht werden, wie etwa Ardanien (vgl. Gorath von Ardanien). Diese Ländereien werden lose von Sar-Sargoth aus regiert, bilden jedoch keine einheitliche Nation. Gelegentliche Einfälle der Moredhel in das Königreich kommen immer wieder vor. Allerdings haben sich auch Menschen in die Nordlande zurückgezogen, die lange Zeit in der Kriegsstadt Armengar (einst Sar-Isbandia) leben und sich der Moredhel-Stadt Sar-Sargoth auf der anderen Seite der Ebene erwehren müssen. Unter dem Heerführer Murmandamus lassen sich die Moredhel auf einen Krieg mit dem Königreich der Inseln ein, werden bei Sethanon geschlagen und kehren stark geschwächt in die Nordlande zurück.

#### Elvandar
Elvandar ist die in einem magischen Wald gelegene Stadt der Elben, die sich selbst Eledhel (Volk des Lichts) nennen. Der Wald liegt nordwestlich des Königreiches, an der westlichen Küste, nördlich des Flusses Crydee. Beziehungen zu den Menschen des Königreiches beschränken sich auf Notsituationen. Diese allgemein gültige Tatsache wird nur bei einigen wenigen Waldläufern und Kundschaftern, die sie kennen (wie zum Beispiel Martin Langbogen), gebrochen. Das führt zum Beispiel dazu, dass sie in Krondor schon als Märchenfiguren gelten. Regiert wird Elvandar von der Elbenkönigin Aglaranna und ihrem Prinzgemahl Tomas.

#### Queg
In der Bitteren See liegt die Insel Queg, eine unabhängige Nation, die in den umliegenden Nationen vor allem durch ihre Freibeuter berühmt-berüchtigt geworden ist. Aufgrund des mildwarmen Klimas, das dort das ganze Jahr über herrscht, kann sich Queg selbst ernähren und ist nicht auf Importgüter angewiesen. Außer der guten Agrarwirtschaft hat Queg nur ein Gut, um für Wohlstand zu sorgen und Geld für Luxusgüter zu beschaffen (es gibt auf Queg so gut wie keine Bodenschätze) und dies ist der extrem hoch qualitative Marmor, der auf Queg abgebaut wird. Queg gehörte einst zu Groß-Kesh und betrachtet sich jetzt als das wahre Kaiserreich. Heute wird Queg vom Senat beherrscht, in den man sich als Adliger (ein käuflicher Titel) einkaufen kann. Der Status hängt auf Queg stark mit der Anzahl an Galeeren ab, die ein Mann besitzt. Quegs stärkstes Unterscheidungsmerkmal, im Vergleich zu den anderen Reichen Midkemias, ist ein Gesetz, das besagt, alle Nicht-Queganer, die ihren Boden betreten, und keine Einladung eines mächtigen queganischen Beschützers haben, das Eigentum des ersten sind der sie beansprucht (widersetzt man sich, erwartet einen der Tod oder lebenslange Zwangsarbeit). Hauptorte sind Queg und Palanque.

#### Stardock
Eine im Großen Sternensee gelegene Insel, welche vom Herzog Borric an den Magier Pug vermacht wurde, um auf dieser eine Schule für Magier zu gründen. Die Insel Stardock wird daraufhin als Herzogtum gehandhabt und Pug somit zum Herzog. Nachdem Pug sich von Stardock und den Inseln losgesagt hatte, erlangte Stardock im weiteren Verlauf (Schlangenkrieg-Saga) seine Unabhängigkeit.

#### Tal der Träume
Das Gebiet zählt zwar offiziell zum Königreich der Inseln, ist jedoch seit langer Zeit ein Streitgebiet zwischen dem Königreich und Groß Kesh. Es verfügt über sehr fruchtbares Land und ist klimatisch einer der angenehmeren Flecke auf Triagia, da es dort recht warm, aber nicht so heiß ist, wie im etwas weiter südlich gelegenen Kesh. Von Anfang bis vermutlich zum, noch offenen, Ende der Saga gibt es diplomatische und kriegerische Konflikte um dieses Gebiet. Der vermutlich größte General in der kriegerischen Geschichte des Tals ist Guy du Bas Tyra aus dem Königreich der Inseln.

#### Roldem
Die Insel Roldem mit dem gleichnamigen Königreich liegt östlich der See des Königreichs. Roldem ist sowohl kulturelles Hauptzentrum als auch die größte Seemacht Triagias. In den meisten Büchern wird der höfische Staat nur am Rande erwähnt. Erst in „Silberfalke“ und „König der Füchse“ erfährt der Leser mehr.

#### Die östlichen Reiche
Östlich des Herzogtums Ran liegen mehrere kleine, unabhängige Fürsten- und Herzogtümer sowie einige vor-feudale Völker: Roskalon, Miskalon, Salmater, Herzogtum Maladon und Simrik, Lorin, Herzogtum Olasko, Fürstentum Aranor, Bardacs Feste, Hohe Warte, Latagore, Hohenwald, Herzogtum Farinda, Conar, Land der Orosini, Land der Sumpfleute, Land der Orodon. Die Gegend ist sowohl vom Königreich der Inseln als auch vom Königreich Roldem politisch beeinflusst, die meisten der Herzogtümer sind von einem ausgesprochen höfischen Leben geprägt. Eine Rolle spielen diese Länder erst in Silberfalke und König der Füchse.

### Novindus
Auf dem kleineren Kontinent Novindus gibt es keine große Nation, sondern lediglich unabhängige und rivalisierende Stadtstaaten, deren Macht sich auf Söldnerheere stützt. Eine Ausnahme bilden die Jeshandi, die in der ausgedehnten nordöstlichen Steppe ein Nomadendasein führen und kaum Kontakt zu den menschlichen Nachbarn pflegen. Wie auf Triagia sind auf Novindus außer den Menschen auch andere Rassen vertreten. Hierzu gehören Elben (die Ocedhel), Zwerge (laut lokaler Mythen gibt es unter den Bergen eine riesige Zwergenstadt), Draken Korins Tigermenschen und eine kleinwüchsige Rasse bevölkert das hohe Gras am Rande das Flusslandes. Über diese ist jedoch nicht viel bekannt, da sie Eindringlinge ihres Territoriums nicht davonkommen lassen.

## Rassen/Völker Midkemias

### Valheru
Valheru, auch Drachenlords oder „Die Alten“ genannt, bilden zusammen mit den Drachen die ursprüngliche Bevölkerung Midkemias. In ihrem Aussehen ähnelten sie Menschen, allerdings gibt es keine Verwandtschaft. Die Valheru bildeten eine anarchische Struktur, in der das Überleben nur von der Stärke des jeweiligen Individuums abhing. Wenn sich zwei Valheru begegneten, kam es fast automatisch zum Kampf, mit Ausnahme der Zeiten, in denen sie sich zum Plündern anderer Welten zusammenschlossen. Da sie in ihren körperlichen und geistigen Fähigkeiten nahezu gottgleich waren, gelang es ihnen nahezu das gesamte Universum zu erobern und zu plündern.
Nachdem sie vom „Namenlosen“, dem Gott des Wahnsinns, verführt wurden, die neuen Götter herauszufordern (Chaos-Kriege), wurden sie in ein entferntes Universum verbannt.

### Die Drachen
Die Drachen waren eine der ersten Lebewesen Midkemias und wurden von den Valheru beherrscht und als Reittiere genutzt. Den Drachen, welche die Chaos-Kriege überlebten, gelang es sich in der folgenden Zeit in ihrer Magie weiterzuentwickeln. Da sie sich jedoch von den anderen Völkern isolierten, gelten sie zumeist nur noch als Legenden. Einige Drachen können auch die Gestalt von Menschen annehmen. Drachen ziehen sich ca. alle 10 Jahre in eine Höhle zurück und häuten sich. Danach haben sie eine neue Farbe und werden stärker. Erst nach vielen hundert Jahren, wenn sie die Farbe Gold angenommen haben, erhalten sie eine Intelligenz und verfügen über Magie. Da sie während dieses Prozesses sehr leicht angreifbar sind, erreichen nur die wenigsten Drachen das Goldene Stadium.

### Zwerge
Kamen nach den Elben, aber noch vor den Menschen nach Midkemia. Sie sind kleiner als Menschen und Elben und leben nur geringfügig kürzer als die Elben. Die in Bergenstein und bei den Grauen Türmen beheimateten Zwerge pflegen einen relativ engen Kontakt mit den Eledhel in Elvandar. Im Osten Triagias und auf Novindus gibt es weitere Zwergenvölker über die jedoch wenig berichtet wird.

### Menschen
Gelangen nach den Chaos-Kriegen nach Midkemia und werden politisch die führende Rasse. Nur ihnen gelingt es, Reiche wie Kesh und die Inseln aufzubauen. Die technische Entwicklung der Menschen ist vergleichbar mit der Europas im 15./16. Jahrhundert ohne Schießpulver.

### Elben
Es gibt eine ganze Reihe von Elbenvölkern, die in Midkemia leben. Im Gegensatz zu anderen Fantasy-Reihen sind hier die Elben nicht unsterblich, sondern werden nur viele hundert Jahre alt. Sie wurden als künstliches Volk von den Valheru als Diener geschaffen.
Eledhel bedeutet in der Sprache der Elben Volk des Lichtes. Lebt in Elvandar und vermeidet Kontakt zu den meisten anderen Völkern Midkemias.
Die Eldar sind eine Gruppe von Elben mit wesentlich höherer magischer Kraft. Sie sind die ehemaligen höchsten Diener der Valheru. Sie lebten lange Zeit auf dem Planeten Kelewan in einem Wald unter der nördlichen Polkappe, bevor sie nach Midkemia und in die Elbenstadt Elvandar umsiedelten.
Die etwas kurzlebigeren Glamredhel (Volk der Berge, oder auch verrücktes Volk), die eher von kriegerischer Art sind und lange von Elvandar isoliert im Düsterwald lebten, wurden von den Eledhel und Moredhel als ausgestorben angesehen. Kurz vor der Schlacht von Sethanon wurden sie wiederentdeckt. Wenige Jahre später zogen die Glamredhel nach Elvandar, wo sie versuchen, sich in die dortige elbische Gemeinschaft zu integrieren.
Die Ocedhel (Volk des Meeres), wanderten von Triagia über die Endlose See nach Novindus aus, wo sie sich selbst Jeshandi nannten, Langlebige. Sie führen dort ein Leben als durchaus wehrhafte Nomaden, welche jedoch ihr kulturelles und magisches Erbe verloren haben.
Die Moredhel, auch Dunkelelben oder Bruderschaft des Dunklen Pfades genannt, wohnten einst in Elvandar, trennten sich aber von den Eledhel, um ihren Träumen nach Macht nach zu gehen.
Die Taredhel nennen sich selbst Volk der Sterne und entstammen den Eldar. Auf der Flucht von Midkemia, zu Zeiten der Chaoskriege, wurden sie von den anderen Eldar getrennt. In Folge gründeten sie den Clan der sieben Sterne und entwickelten eine eigene Hochkultur und lebten auf mehreren Planeten vornehmlich in Städten.

### Weitere Rassen/Völker
Die Panthatianer sind ein von der Valheru Alma-Lodaka geschaffenes Schlangenvolk, mit einer angeboren fanatischen Verehrung ihrer Schafferin. Ihre ganze Gesellschaft richtet sich danach aus, ihrer Göttin aus der Verbannung zu helfen, um selber Halbgötter werden zu können. Sie leben in einer verlassenen unterirdischen Stadt in den Flusslanden Novindus’. Die Panthatianer sind während des Schlangenkrieges wahrscheinlich restlos vernichtet worden.
Die Tigermenschen wurden von dem Valheru Draken-Korin geschaffen. Sie leben nun im Großen Wald des Südens auf dem Kontinent Novindus. Sie meiden die Menschen, verachten die Panthatianer und leben in vollständiger Isolation.
Das Adlervolk, aus intelligenten Adlern bestehend, wurde von Ashen-Shugar geschaffen. Nach den Chaos-Kriegen haben sie sich zu normalen Adlern zurückentwickelt.
Zusammen mit den Menschen kamen die Trolle nach Midkemia. Man unterscheidet zwischen den Berg- und den Waldtrollen. Sie sind nicht besonders intelligent und Diener der Moredhel.
Die Riesen werden größer als alle anderen intelligenten Völker mit Ausnahme der Drachen. Sie leben in Bergen und dienen ebenfalls den Moredhel.
Die Orks sind blauhäutige Humanoide und dienen häufig den Moredhel. Sie sind bekannt für blutrünstige Rituale, bei denen Menschen geopfert werden.
Die Saaur sind ein mit den Panthatianern verwandtes Volk aus 3 Meter großen Echsen, welche während des Schlangenkrieges von ihrer ursprünglichen Heimatwelt vertrieben wurden und nach Midkemia flohen.

## Chronologie
Die Zeitangaben von Feist sind nicht hundertprozentig genau. Es finden sich kleine Widersprüche in den Büchern. Innerhalb von Feists Büchern werden keine Jahreszahlen genannt. Die Zahl 1000 als Geburtsjahr von Pug und Tomas ist willkürlich gewählt. Diese Chronologie gibt einen Eindruck von der zeitlichen Einordnung der Bücher. Es sollte beachtet werden, dass das Jahr nach Zeitrechnung des Königreichs der Inseln am Mittsommertag (Banapis) endet. Die Daten ab 1089 sind ungenau, da sich in den Büchern nur noch wenige Hinweise auf den zeitlichen Ablauf finden.
| Jahr      | Ereignis |
| --------- | --- |
| 996       | Arutha wird geboren. |
| 1000      | Pug und Tomas werden geboren. |
| 1014/19   | Der Lehrling des Magiers |
| 1014      | Pug wird an Banapis Lehrling bei Kulgan. |
| 1016      | Die Tsurani öffnen einen Spalt von Kelewan nach Midkemia und beginnen mit der Invasion des Königreichs der Inseln und der Gebiete der Elben, Moredhel und Zwerge. Dies ist der Beginn des 1. Spaltkrieges, Pug wird gefangen genommen und als Sklave nach Kelewan verschleppt. |
| 1019      | Die Tsuranni belagern erfolglos das von Arutha befehligte Crydee. |
| 1020/25   | Der verwaiste Thron |
| 1020      | Nach 4 Jahren als Sklave wird Pugs magische Begabung erkannt und er beginnt die Ausbildung zum Erhabenen. |
| 1021      | Die Brücke |
| 1023      | Die drei Krieger |
| 1024      | Pug beendet seine Ausbildung. |
| 1025      | Pug überwirft sich mit den Tsurani-Erhabenen und kehrt nach Midkemia zurück. Gemeinsam mit Macros dem Schwarzen schließt er den Spalt zwischen Kelewan und Midkemia, was den 1. Spaltkrieg beendet. König Rodric IV. conDoin stirbt, womit drei wichtige Throne vakant werden. Die drei Söhne von Borric conDoin, dem damaligen Herzog von Crydee, als rechtmäßige Nachfolger teilen das Königreich der Inseln neu auf: Lyam wird König in Rillanon, Arutha wird Prinz in Krondor und der uneheliche Sohn Borrics, Martin, wird Herzog von Crydee. Pug erhält Stardock als Lehen, wo er später eine Ausbildungsstätte für Zauberer errichtet. Jimmy die Hand in Meersburg. (Der Dieb von Krondor). |
| 1026      | Jimmy die Hand wird zum Junker Aruthas erhoben (fortan James). Ein Attentat auf Aruthas Ehefrau Anita führt zu Aruthas Reise zum Moraelin im Gebiet der Moredhel. Pug kehrt nach Kelewan zurück und beginnt seine Ausbildung bei den Eldar. (Die Gilde des Todes) |
| 1027      | In den Nordlanden zwingt der Feldherr Murmandamus die Moredhel unter sein Kommando, und beginnt einen Feldzug gegen Sethanon. Dabei wird Armengar belagert und zerstört. Anschließend überrennt Murmandamus' Armee Hohe Burg und wird in der Schlacht von Sethanon vernichtend geschlagen. Wesentlichen Anteil daran haben Arutha conDoin als Heerführer sowie Pug als Magier. Das Orakel von Ahl zieht nach Sethanon und beginnt als Drache die Bewachung des Steins des Lebens. (Dunkel über Sethanon) |
| 1037      | Tsurani-Erhabene unter Makala versuchen, mit Hilfe u. a. des Moredhel-Führers Delekhan und der Nachtfalken, den Stein des Lebens zu erreichen. Pug, James, Locklear, Owyn, Patrus und der Moredhel-Abtrünnige Gorath von Ardanien, verhindern gemeinsam dieses Vorhaben. (Die Verschwörung der Magier)/Betrayal at Krondor. |
| 1038/39   | Im Labyrinth der Schatten/Die Tränen der Götter/Return to Krondor. |
| 1048      | Borric und Erland, die Söhne Aruthas, besuchen die Kaiserin in Kesh. Locklear stirbt, James heiratet Gamina. (Gefährten des Blutes) |
| 1049      | Pug verlässt Stardock und zieht auf die „Insel des Zauberers“ im Bitteren Meer. |
| 1057      | Nicholas in Crydee. Crydee wird von Piraten überfallen und zerstört, Teile der Bevölkerung nach Novindus verschleppt. Nicholas und Admiral Amos Trask führen ein Rettungskommando nach Novindus, dadurch erster Kontakt zwischen dem Königreich der Inseln und Novindus. (Des Königs Freibeuter) |
| 1065      | Erik von Finstermoor und Rupert Avery geboren |
| 1076      | König Lyam stirbt; Borric, der Sohn Aruthas wird König; die Armee der Smaragdkönigin erobert Hamsa |
| 1081/1088 | (Die Schlangenkrieg-Saga) |
| 1081      | Arutha stirbt, Nicholas wird Prinz von Krondor, die Blutroten Adler reisen nach Novindus |
| 1082      | Patrick wird Prinz von Krondor, die Blutroten Adler kehren zurück, Rupert Avery gründet Avery&Grindle |
| 1083      | Gründung der Bittermeer-Gesellschaft, die Blutroten Adler vernichten auf Novindus die Panthatianer |
| 1087      | Die Armee der Smaragdkönigin erreicht das westliche Reich und erobert und zerstört Krondor. Nicholas, James und Gamina sterben, im Spätherbst besiegt das Königreich der Inseln in der Schlacht von Finstermoor die Armee der Smaragdkönigin. Calis entsiegelt den Stein des Lebens und setzt die darin gefangene Lebensenergie der Valheru frei. Nakor gründet in Finstermoor den „Tempel der Guten Göttin“, Stardock wird unabhängig. |
| 1088      | Der Wiederaufbau von Krondor beginnt, die Armee der Smaragdkönigin unter General Fadawah (der „König des Bitteren Meeres“) wird im Herzogtum Yabon endgültig besiegt. |
| 1117      | Talon Silverhawk wird geboren. |
| 1131/1138 | (Der Silberfalke) |
| 1131      | Vernichtung der Orosini, Talons Ausbildung beginnt. |
| 1138      | Talon gewinnt das Turnier der Meister in Roldem. |
| 1140/1146 | (Der König der Füchse) |
| 1146      | Kaspar, Herzog von Olasko, wird von Talon entmachtet und nach Novindus verbannt. Leso Varen flieht nach Kesh. |
| 1146/1147 | (Konklave der Schatten) |
| 1146/1147 | Kaspar entdeckt auf Novindus einen Talnoy und bringt ihn zum Konklave der Schatten. |
| 1146/1148 | (Der Flug der Nachtfalken) |
| 1148      | Das Konklave der Schatten stürzt in Kesh den Magier Leso Varen, der sich als Kaiser von Kesh ausgegeben hatte. Leso Varen flieht nach Kelewan. |
| 1149      | (Ins Reich der Finsternis) |
| 1149      | Pug, Nakor, Magnus und Ralan Bek reisen in die Welt der Dasati. |
| 1150      | (Der verrückte Gott) |
| 1150      | Nakor, Ralan Bek und Leso Varen sterben bei der Vernichtung des Schreckenslord. |
| 1150      | Kelewan fällt durch die Vernichtung des Schreckenslord. Nur ein kleiner Teil der Bevölkerung konnte auf einen neuen Planeten gerettet werden. |
| 1150      | Erik von Finstermoor stirbt bei der Verteidigung von Kelewan. |